# George May Phelps
George May Phelps (Watervliet, 19 marzo 1820 – Brooklyn, 18 maggio 1888) è stato un inventore statunitense, accreditato di aver sintetizzato i progetti di diverse stampanti esistenti nella sua linea di dispositivi che divenne l'apparato dominante per la ricezione e la trasmissione automatizzata di messaggi telegrafici.

## Biografia
Iniziò a lavorare per suo zio Jonas H. Phelps che costruiva strumenti matematici a Troy, nello stato di New York. Qui si occupò della stampa di strumenti telegrafici, brevettando alcuni progetti di regolatori di velocità.
Nel 1855 il docente di musica David E. Hughes progettò un nuovo sistema telegrafico di stampa. Il sistema Hughes venne dunque acquistato dalla neonata American Telegraph Company, una concorrente della Western Union, e dato a Phelps per il raffinamento. Phelps quindi inventò un dispositivo per risincronizzare sia la stampante trasmittente che quella ricevente dopo il completamento di ogni carattere. Inoltre combinò entrambi i meccanismi di azionamento per aumentare il numero di caratteri che raggiungevano la platina nel più breve tempo possibile. Questi miglioramenti resero il progetto della stampante Hughes vendibile sul mercato. Nel 1859 Phelps brevettò il telegrafo da stampa.
Nel 1856 l'American Telegraph Company acquistò i negozi di Phelps e Dickerman e nominò lo stabilimento Phelps sovrintendente della sua operazione di produzione più significativa. La Western Union acquistò l'American Telegraph Company dopo la guerra civile nel 1866 e incaricò Phelps di sovrintendere il dipartimento meccanico prima a Troy, poi a Williamsburg e infine a New York.
Phelps continuò a lavorare sulla stampa di sistemi telegrafici per molti anni con il pieno supporto della direzione della Western Union che cercava qualsiasi vantaggio competitivo. Sviluppò inoltre stampanti per quotazioni di borsa dette "ticker". A metà degli anni 1870 il presidente della Western Union William Orton gli incaricò di sperimentare il telegrafo armonico nella speranza di estenderlo a un telefono funzionante.
Phelps si prodigò nel migliorare la costruzione dei telefoni e nell'agosto 1886 aiutò Franklin Leonard Pope a dirigere le riviste Electrical Engineer e The Electrician.
Fu membro fondatore dell'American Institute of Electrical Engineers e ne divenne dirigente il 19 maggio 1885. Dapprima fece parte del consiglio, poi divenne tesoriere il 17 maggio 1887.